# نوا اولیندا نرت
نوا اولیندا نرت یک شهرداری است که در ایالت آمازوناس (برزیل) ، برزیل واقع شده است.

این شهر در بخش انتهایی رود مادیرا قرار دارد.